# فشرده‌سازی (توپولوژی)

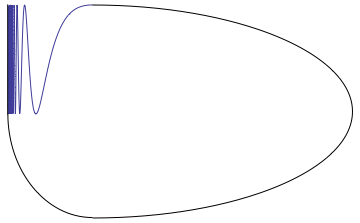
خط سیاه کشیده شده بر روی کاغذ

در ریاضیات و در شاخه توپولوژی عمومی، فشرده سازی (به انگلیسی: Compactification) فرایند یا نتیجه تبدیل یک فضای توپولوژیک به یک فضای فشرده است. فضای فشرده فضایی است که در آن هر دنباله نامتناهی از نقاط در فضا به اندازه دلخواه به حداقل یک نقطه در فضا نزدیک می شود.